# Płoński
Płoński là một huyện thuộc tỉnh Mazowieckie của Ba Lan. Huyện có diện tích 1380 km². Đến ngày 1 tháng 1 năm 2011, dân số của huyện là 87054 người và mật độ 63 người/km².